# Birmingham-Shuttlesworth International Airport
Birmingham–Shuttlesworth International Airport (initieel Birmingham Municipal Airport, vervolgens Birmingham International Airport) is een luchthaven in de Amerikaanse stad Birmingham. In 2017 werden 2.653.207 passagiers en 80.362 ton vracht vervoerd en waren er 94.651 vliegbewegingen.
De luchthaven ligt in Jefferson County, acht kilometer ten noordoosten van het stadscentrum van Birmingham, bij de kruising van de interstates 20 en 59. De luchthaven bedient ook Tuscaloosa.
De luchthaven heeft een gemengde bestemming, en dient naast voor de burgerluchtvaart en het transport van passagiers en vracht ook als vliegbasis voor militaire operaties. De Birmingham Air National Guard Base beslaat een oppervlakte van 60 ha en is de thuisbasis voor de 117th Air Refueling Wing, een eenheid van de Alabama Air National Guard. De eenheid kan opgevorderd worden voor federale dienstverlening, en valt dan onder het United States Air Force Air Mobility Command.
De burgervluchten worden verzorgd door American Eagle, Delta Air Lines, Delta Connection, Frontier Airlines, Southwest Airlines en United Express. In zijn meest succesvol jaar tot heden, 2007, ontving de luchthaven 3.222.689 passagiers. De lange landingsbaan van 3.660 m maakt de luchthaven uiterst geschikt voor vluchten die moeten uitwijken. Die rol speelt BHM zowel voor de Memphis International Airport als voor de circa 200 km oostelijker gelegen Atlanta Hartsfield–Jackson International Airport.
De luchthaven beslaat een totale oppervlakte van 809 ha. BHM is uitgerust met ILS Cat. II.
De luchthaven kreeg zijn huidige naam in juli 2008 als eerbetoon aan dominee Fred Shuttlesworth, stichter en toenmalig leider van de Alabama Christian Movement for Human Rights, en een leider van de Birmingham campaign in de Civil Rights Movement.